# Список дипломатических миссий Ганы
Список дипломатических миссий Ганы — перечень дипломатических миссий (посольств) и представительств Ганы в странах мира.

## Европа
- Бельгия
  - Брюссель (посольство)
- Великобритания
  - Лондон (высшее уполномоченное представительство)
- Германия
  - Берлин (посольство)
- Дания
  - Копенгаген (посольство)
- Испания
  - Мадрид (посольство)
- Италия
  - Рим (посольство)
- Нидерланды
  - Гаага (посольство)
- Россия
  - Москва (посольство)
- Сербия
  - Белград (посольство)
- Франция
  - Париж (посольство)
- Чехия
  - Прага (посольство)
- Швейцария
  - Берн (посольство)

## Азия
- Израиль
  - Тель-Авив (посольство)
- Индия
  - Нью-Дели (высшее уполномоченное представительство)
- Китай
  - Пекин (посольство)
- Республика Корея
  - Сеул (посольство)
- Малайзия
  - Куала-Лумпур (высшее уполномоченное представительство)
- Саудовская Аравия
  - Эр-Рияд (посольство)
  - Джидда (генеральное консульство)
- Япония
  - Токио (посольство)

## Америка
- Бразилия
  - Бразилиа (посольство)
- Канада
  - Оттава (высшее уполномоченное представительство)
- Куба
  - Гавана (посольство)
- США
  - Вашингтон (посольство)

## Африка
- Алжир
  - Алжир (посольство)
- Ангола
  - Луанда (посольство)
- Бенин
  - Котону (посольство)
- Буркина-Фасо
  - Уагадугу (посольство)
- Гвинея
  - Конакри (посольство)
- Египет
  - Каир (посольство)
- Зимбабве
  - Хараре (посольство)
- ДР Конго
  - Киншаса (посольство)
- Кот-д’Ивуар
  - Абиджан (посольство)
- Либерия
  - Монровия (посольство)
- Ливия
  - Триполи (посольство)
- Мали
  - Бамако (посольство)
- Марокко
  - Рабат (посольство)
- Намибия
  - Виндхук (высшее уполномоченное представительство)
- Нигерия
  - Абуджа (высшее уполномоченное представительство)
  - Лагос (генеральное консульство)
- Сенегал
  - Дакар (посольство)
- Сьерра-Леоне
  - Фритаун (высшее уполномоченное представительство)
- Того
  - Ломе (посольство)
- Экваториальная Гвинея
  - Малабо (посольство)
- Эфиопия
  - Аддис-Абеба (посольство)
- ЮАР
  - Претория (высшее уполномоченное представительство)

## Океания
- Австралия
  - Канберра (высшее уполномоченное представительство)

## Международные организации
- Брюссель (представительство при ЕС)
- Женева (постоянное представительство при ООН и других международных организациях)
- Нью-Йорк (постоянное представительство при ООН)